# Světce
Světce település Csehországban, a Jindřichův Hradec-i járásban. Světce Deštná, Drunče, Rosička, Horní Radouň, Lodhéřov és Březina településekkel határos. Lakosainak száma 141 fő (2024. január 1.).

## Népesség
A település lakosságának változását az alábbi diagram mutatja:
| Lakosok száma | 491  | 482  | 456  | 256  | 197  | 142  | 137  | 131  | 133  | 141  |
|               | 1869 | 1900 | 1921 | 1961 | 1980 | 2011 | 2016 | 2019 | 2021 | 2024 |